# Glengarry-Prescott-Russell (circonscription provinciale)
Pour les articles homonymes, voir Prescott et Russell.
 (juillet 2017).
Si vous disposez d'ouvrages ou d'articles de référence ou si vous connaissez des sites web de qualité traitant du thème abordé ici, merci de compléter l'article en donnant les références utiles à sa vérifiabilité et en les liant à la section « Notes et références ».
Circonscription électorale provinciale du Canada
Glengarry—Prescott—Russell (anciennement Prescott et Russell) est une circonscription provinciale de l'Ontario représentée à l'Assemblée législative de l'Ontario depuis 1999.
Elle est une des deux circonscriptions provinciales à majorité francophone en Ontario.
Elle est actuellement représentée par le député Stéphane Sarrazin, élu sous la bannière conservatrice.

## Géographie
La circonscription englobe la rive ontarienne de la rivière des Outaouais entre Ottawa et la frontière québécoise terrestre.
Les circonscriptions limitrophes sont Orléans, Carleton et Stormont—Dundas—South Glengarry.

## Historique
La circonscription est composée de parties Prescott et Russell (en). La circonscription adopta son nom actuel en 1995.

## Députés
| Assemblée                                                                                     | Année         | Député      | Député            | Parti                      |
| --------------------------------------------------------------------------------------------- | ------------- | ----------- | ----------------- | -------------------------- |
| Circonscription issue de Prescott and Russell et Stormont—Dundas—Glengarry and East Grenville |               |             |                   |                            |
| 37e                                                                                           | 1999-2003     |             | Jean-Marc Lalonde | Libéral                    |
| 38e                                                                                           | 2003-2007     |             | Jean-Marc Lalonde | Libéral                    |
| 39e                                                                                           | 2007-2011     |             | Jean-Marc Lalonde | Libéral                    |
| 40e                                                                                           | 2011-2014     | Grant Crack |                   | Libéral                    |
| 41e                                                                                           | 2014-2018     | Grant Crack |                   | Libéral                    |
| 42e                                                                                           | 2018-2018     |             | Amanda Simard     | Progressiste-conservatrice |
| 42e                                                                                           | 2018-2020     |             | Amanda Simard     | Indépendante               |
| 42e                                                                                           | 2020-2022     |             | Amanda Simard     | Libéral                    |
| 43e                                                                                           | 2022-2025     |             | Stéphane Sarrazin | Progressiste-conservatrice |
| 44e                                                                                           | 2025-en cours |             | Stéphane Sarrazin | Progressiste-conservatrice |

## Résultats électoraux
| Élection générale ontarienne de 2018 |                           |                     |        |        |         |
|                                      | Parti                     | Candidat            | Votes  | %      | ± %     |
|                                      | Progressiste-conservateur | Amanda Simard       | 19,958 | 41,0 % | + 8,39  |
|                                      | Libéral                   | Pierre Leroux       | 15,435 | 31,7 % | - 18,06 |
|                                      | Néo-démocrate             | Bonnie Jean-Louis   | 10,612 | 21,8 % | + 9,32  |
|                                      | Vert                      | Daniel Reid         | 1,429  | 2,9 %  | - 0,30  |
|                                      | Parti de l'Ontario        | Joël Charbonneau    | 757    | 1,6 %  | ---     |
|                                      | Libertarien               | Darcy Neal Donnelly | 538    | 1,1 %  | + 0,21  |

| Élection générale ontarienne de 2014 |                           |                             |        |         |        |
|                                      | Parti                     | Candidat                    | Votes  | %       | ± %    |
|                                      | Libéral                   | (x) Grant Crack             | 23,662 | 50,03 % | + 6,56 |
|                                      | Progressiste-conservateur | Roxane Villeneuve Robertson | 15,118 | 31,96 % | - 7,19 |
|                                      | Néo-démocrate             | Isabelle Sabourin           | 5,843  | 12,35 % | - 1,88 |
|                                      | Vert                      | Raymond Saint-Martin        | 1,688  | 3,57 %  | + 1,31 |
|                                      | Libertarien               | Darcy Neal Donnelly         | 426    | 0,90 %  | + 0,39 |
|                                      | Indépendant               | Marc-Antoine Gagnier        | 297    | 0,63 %  | ---    |
|                                      | Freedom                   | Carl Leduc                  | 264    | 0,56 %  | + 0,08 |

| Élection générale ontarienne de 2011 |                           |                    |        |         |
|                                      | Parti                     | Candidat           | Votes  | %       |
|                                      | Libéral                   | Grant Crack        | 17,345 | 43,18 % |
|                                      | Progressiste-conservateur | Marilissa Gosselin | 15,973 | 39,76 % |
|                                      | Néo-démocrate             | Bonnie Jean-Louis  | 5,721  | 14,24 % |
|                                      | Vert                      | Taylor Howarth     | 770    | 1,92 %  |
|                                      | Libertarien               | Phil Miller        | 199    | 0,50 %  |
|                                      | Freedom                   | Carl Leduc         | 164    | 0,41 %  |

| Élection générale ontarienne de 2007 |                           |                       |        |        |      |
|                                      | Parti                     | Candidat              | Votes  | %      | ± %  |
|                                      | Libéral                   | (x) Jean-Marc Lalonde | 24 525 | 60,5 % | 5,47 |
|                                      | Progressiste-conservateur | Denis Pommainville    | 11 018 | 27,2 % | 2,32 |
|                                      | Vert                      | Karolyne Pickett      | 2 348  | 5,8 %  | 2,45 |
|                                      | Néo-démocrate             | Josée Blanchette      | 2 301  | 5,7 %  | 0.1  |
|                                      | Coalition des familles    | Vicki Gunn            | 339    | 0,8 %  | N/A  |

| Élection générale ontarienne de 2003 |                                 |                                 |        |       |        |              |
| Party                                | Party                           | Candidate                       | Votes  | %     | ±%     | Expenditures |
|                                      | Libéral                         | Jean-Marc Lalonde               | 28,956 | 65.97 | +10.59 | $ 56,674.18  |
|                                      | Progressiste-conservateur       | Albert Bourdeau                 | 10,921 | 24.88 | −14.26 | 55,702.93    |
|                                      | Néo-démocrate                   | Guy Belle-Isle                  | 2,544  | 5.80  | +1.28  | 3,885.05     |
|                                      | Vert                            | Louise Pattington               | 1,471  | 3.35  |        | 1,726.57     |
| Total valid votes/Expense limit      | Total valid votes/Expense limit | Total valid votes/Expense limit | 43,892 | 100.0 | −1.06  | $ 73,787.52  |
| Total rejected ballots               | Total rejected ballots          | Total rejected ballots          | 383    | 0.87  | −0.16  |              |
| Turnout                              | Turnout                         | Turnout                         | 44,275 | 57.60 | −2.65  |              |
| Eligible voters                      | Eligible voters                 | Eligible voters                 | 76,862 |       | +3.31  |              |

| Élection générale ontarienne de 1999 |                                 |                                 |        |       |              |
| Party                                | Party                           | Candidate                       | Votes  | %     | Expenditures |
|                                      | Libéral                         | Jean-Marc Lalonde               | 24,568 | 55.38 | $ 50,867.45  |
|                                      | Progressiste-conservateur       | Alain Lalonde                   | 17,364 | 39.14 | 69,298.00    |
|                                      | Néo-démocrate                   | Stéphane Landry                 | 2,007  | 4.52  | 9,669.52     |
|                                      | Natural Law                     | Mary Glasser                    | 425    | 0.96  | 0.00         |
| Total valid votes/Expense limit      | Total valid votes/Expense limit | Total valid votes/Expense limit | 44,364 | 100.0 | $ 71,424.96  |
| Total rejected ballots               | Total rejected ballots          | Total rejected ballots          | 460    | 1.03  |              |
| Turnout                              | Turnout                         | Turnout                         | 44,824 | 60.25 |              |
| Eligible voters                      | Eligible voters                 | Eligible voters                 | 74,401 |       |              |

## Circonscription fédérale
Comme partout en Ontario, sauf dans le nord, les circonscriptions provinciales sont les mêmes que les circonscriptions électorales fédérales depuis les élections provinciales de 1999.